# DebConf
DebConf – coroczna konferencja informatyczna dotycząca systemu operacyjnego Debian GNU/Linux. Spotykają się na niej deweloperzy projektu ustalając między innymi szczegóły na temat jego dalszego rozwoju. DebConf zwykle odbywa się w czerwcu, a pierwsza konferencja miała miejsce w roku 2000 w Bordeaux we Francji.